# 砂山影二
砂山 影二（すなやま かげじ、1902年〈明治35年〉3月9日 - 1921年〈大正10年〉5月18日）は、日本の歌人。北海道函館市の文化運動の象徴の一つとされる雑誌『海峡』の創刊者の1人、北海道ゆかりの歌人である石川啄木に傾倒した人物として知られる。「砂山影二」の名は号で、本名は諸岡 寅雄。他に「草夢（くさゆめ）」の号も持つ。北海道函館区旅籠町（後の函館市入舟町）出身、函館中学校（後の北海道函館中部高等学校）中退。

## 経歴

砂山影二の歌碑

船長を務めていた実父が遭難で死亡したため、函館区弁天町の活版印刷業者の中野家に、養子（長男）として迎えられた。文芸を愛し、函館中学校在学中に、函館商業学校（後の北海道函館商業高等学校）の文化グループに参入して、作歌活動をし、歌誌の製作などに手を貸した。養子先の印刷所が、歌誌の印刷に好都合で、グループに迎えられたともいう。
函館商業学校で結成された文芸結社「夜光詩社」が1916年（大正5年）に分散中絶された後、1918年（大正7年）に他の歌人らと共に、第2次の夜光詩社を結成した。同1918年4月、文芸誌『銀の壷』を創刊した。当時の号は「中野草夢」であり、大正7年から8年にかけてを最盛期とする函館歌壇の全盛時代を築く1人となった。
翌1919年（大正8年）より「砂山影二」の号を使い始めた。短歌会も開催し、長谷川海太郎らが参加した。1920年（大正9年）春、夜光詩社が解散し、別の文芸結社「桜草詩社」と合併する形で「海峡詩社」が誕生した。この社名は、かつて啄木が命名を願っていた名称であり、宮崎郁雨がこの社名で新聞上に作品を発表していたが、自然消滅に至り、砂山が当時の函館図書館館長の岡田健蔵と交渉して譲り受けたものである。同1920年8月、機関誌『海峡』が創刊され、函館を代表する文化人グループによる活動の象徴的な雑誌となった。
1921年（大正10年）5月、処女歌集『坊ちゃんの歌集』を発行した。「坊ちゃん」の名は、養子先の印刷所で従業員が彼を呼んでいた名である。歌集発行後は同人たちと、毎晩のように函館公園に同人と繰り出し、好んでいたマンドリンを弾いて、歌い狂った。
同1921年5月18日未明、青函連絡船「伏木丸」から津軽海峡に投身自殺した。遺体は発見されていない。甲板に遺棄されていた腕時計は、0時0分の状態で針にナイフが刺さった状態で止まっており、0時の自殺を決行したと見られている。友人宛ての遺書には「何にも言はなかつた事をゆるして呉れ 何かしら兄に告げることが出来得なかつたのだ では僕はゆく さようなら」とあった。

## 没後
歌集を発行した頃から「俺が死んだら、啄木の墓のそばへ埋めてくれ」のように語っていたといい、同人たちが遺志に基づき、石川啄木の墓の隣に仮墓地を定め、遺品の時計、歌集、遺書などを埋めた。年月が過ぎてそれらが無くなったため、1968年（昭和43年）5月16日に、函館市住吉町の市営共同墓地の啄木一族の墓近くに、歌碑が建立された。碑には「わがいのちこの海峡の浪の間に消ゆる日を想ふ-岬に立ちて」の影二の短歌が刻まれた。
唯一の歌集『坊ちゃんの歌集』は後に、市立函館高等学校より非売品の復刻版が発行された。

## 人物・評価
石川啄木の賛美者で、啄木に心酔しており、啄木の墓のある立待岬にちなむ「立待岬にしよんぼり立てる啄木の墓標に夕ベの雨はそぼ降る」などの短歌を残した。友人たちの弁によれば、啄木の歌集ができるたびに東京へ行き「帰途海峡で僕は死ぬんだ」「剃刀一挺あれば喉を突いて海に入るんだ」と豪語していたという。歌風は生活派を好んだ。
歌碑に刻まれた「わがいのち〜」の歌は、歌集『坊ちゃんの歌集』の巻頭にもあり、人知れず悩み苦しんでいた様子が窺い知れる。人生の苦悩を忘れたいかのように、好物であったビールに溺れる歌もみられる。家庭では養子の上に、養父が後妻を迎えるなどの事情で環境が複雑化し、それに悩んで厭世的になったとの説もあり、同人たちの慰めも効果は無かったという。
人物像はほとんど研究されていないが、2017年（平成29年）頃より函館で研究者が現れ始めた。歌人としての評価は、最後まで啄木のエピゴーネン（亜流）を脱せなかったとの声もある。